# Paper plane (cocktail)
Le Paper Plane est un cocktail à proportions égales créé en 2008. En 2020, il a été ajouté à la liste des cocktails officiels de l'International Bartenders Association (IBA) en tant que "New Era Drink".,

## Recette
Ce cocktail se compose à parts égales de bourbon, d'Aperol, d'Amaro Nonino et de jus de citron, servi dans un verre à pied standard. L'IBA recommande de le préparer sans garniture, mais le Difford's Guide et le magazine Esquire recommandent tous deux un zeste de citron.,

## Histoire
Le Paper Plane a été créé en 2008 par Sam Ross et Sasha Petraske. Ils ont créé cette boisson pour rendre service à un ancien collègue, Toby Maloney, qui souhaitait une boisson estivale à servir dans son bar The Violet Hour. Ross décrit cette boisson comme une « version remixée d'un cocktail Last Word » et explique que le nom s'inspire du titre « Paper Planes » de MIA, une chanson que lui et Petraske écoutaient souvent pendant la création de la boisson.,
Lorsque la boisson fut servie pour la première fois au Violet Hour, Maloney l'indiqua sur le menu comme "Paper Airplane", car il avait mal compris le message vocal « légèrement alcoolisé » de Ross. La recette originale de Ross préconisait du Campari plutôt que de l'Aperol. Après avoir soumis la recette à Maloney, Ross commença à hésiter et modifia la recetteestimant qu'elle était trop amère et n'atteignait pas le degré de douceur souhaité., Il dit également avoir essayé plusieurs spiritueux différents comme base, notamment du rye whisky, de l'applejack et du brandy, avant de choisir le bourbon.